# Björntjärnen (Lycksele socken, Lappland, 716363-160759)
Björntjärnen är en sjö i Lycksele kommun i Lappland och ingår i Öreälvens huvudavrinningsområde.